# ガエル・ミニョー
ガエル・ミニョー（Gaëlle Mignot、1987年2月26日 – ）は、フランスのラグビーユニオン選手。フランス代表に選出され、ワールドカップに4大会連続で出場（2006年大会、2010年大会、2014年大会、2017年大会）。フランス女子プレミアディビジョンのモンペリエ・エロー・ラグビーに所属。
彼女は女子シックス・ネイションズ2014でキャプテンを務め、開幕のイングランド戦で2トライを挙げた。2017年ラグビーワールドカップでもキャプテンを務めた。